# Рухоме середнє

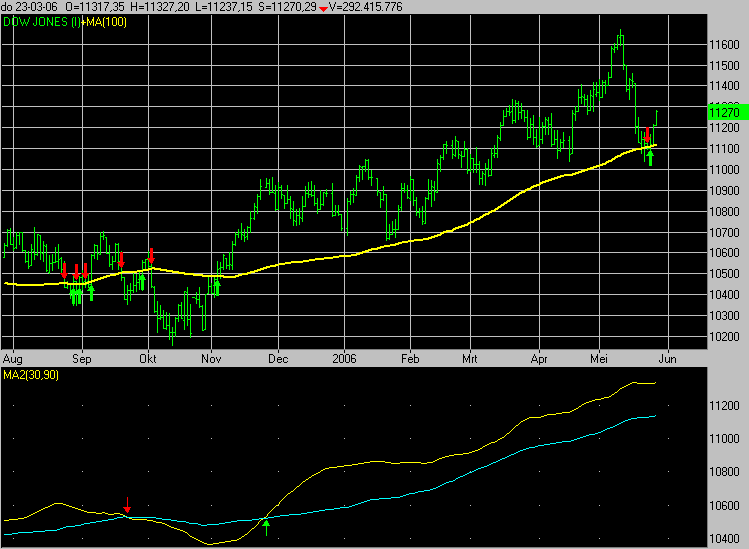
Приклад двох кривих рухомого середнього

Ковзне середнє або рухоме середнє (процес ковзного (рухомого) середнього; англ. moving average) — один із інструментів аналізу випадкових процесів та часових рядів, що полягає в обчисленні середнього підмножини значень. Ковзне середнє не є скаляром, а є випадковим процесом. Розмір підмножини, від якої обчислюється середнє значення може бути як сталим, так і змінним. Ковзне середнє може мати вагові коефіцієнти, наприклад, для посилення впливу новіших даних у порівнянні зі старішими.
Ковзне середнє може обчислюватись від довільних даних, однак, найчастіше його використовують в аналізі часових рядів для згладжування раптових коливань та підкреслення довготермінових трендів або циклів. З математичної точки зору, ковзне середнє є різновидом згортки та схоже на фільтр низьких частот в обробці сигналів.

## Просте рухоме середнє
Нехай {\displaystyle \{x_{t}\}} — часовий ряд, рухоме середнє {\displaystyle \{y_{t}\}} обчислюється як результат лінійного перетворення:
{\displaystyle y_{t}=\sum _{r=-q}^{+s}a_{r}x_{t+r},}
де сума ваг {\displaystyle a_{r}}дорівнює 1 ({\displaystyle \Sigma a_{r}=1}).

### Приклади
Прикладом простого симетричного згладжуючого фільтру є просте ковзне середнє, для якого {\displaystyle a_{r}=1/(2q+1)} для {\displaystyle r=-q,\dots ,+q} а згладжене значення {\displaystyle x_{t}} обчислюється як:
{\displaystyle KC(x_{t})={\frac {1}{2q+1}}\sum _{r=-q}^{+q}x_{t+r}.}
Взагалі кажучи, просте ковзне середнє може бути не найкращим варіантом для обчислення трендів.
Іншим прикладом ковзного середнього є випадок, коли {\displaystyle \{a_{r}\}} є членами розкриття {\displaystyle (1/2+1/2)^{2q}}. Тобто, при {\displaystyle q=1}, ваги {\displaystyle a_{-1}=a_{1}={\frac {1}{4}}}, {\displaystyle a_{0}={\frac {1}{2}}}.

## Процес рухомого середнього
Нехай {\displaystyle \{Z_{t}\}} — повністю випадковий процес з нульовим середнім та дисперсією {\displaystyle \sigma _{Z}^{2}}. Процес {\displaystyle \{X_{t}\}} називається процесом рухомого середнього порядку {\displaystyle q}, якщо:
{\displaystyle X_{t}=\beta _{0}Z_{t}+\beta _{1}Z_{t-1}+\beta _{2}Z_{t-2}+\dots +\beta _{q}Z_{t-q},}
де {\displaystyle \{\beta _{i}\}} — константи.